# أنظمة الملكية الزوجية
الأنظمة المالية للزوجين أو أنظمة الملكية الزوجية هي أنظمة حقوق الملكية بين الأزواج التي يتم فرضها لإنشاء أو غياب الملكية الزوجية، وإذا تم إنشاؤه، فما هي الممتلكات التي سيتم ضمها إليه وكيف ومن سيتولى إدارتها وكيف سيتم تقسيمها وورثها في نهاية الزواج. وتطبق أنظمة الملكية الزوجية إما بإعمال القانون أو عن طريق اتفاق ما قبل الزواج في الدول التي تطبق القانون المدني، وتعتمد على قانون موطن الزوجين في وقت الزفاف أو بعده فورًا. (انظر مثلاً، قانون كيبيك المدني وقانون فرنسا المدني، المواد رقم 431-492.). في الدول التي تطبق القانون العام، النظام المالي الوحيد والافتراضي للزوجين هو الفصل بين أموال الزوجين، بالرغم من استثناء بعض الولايات الأمريكية، المعروفة باسم ولايات الملكية المشتركة للزوجين.
تطبق الهيئات المختصة بالقانون المدني والنظم القانونية الثنائية، بما فيها كيبيك ولويزيانا وفرنسا وجنوب أفريقيا وإيطاليا وألمانيا وسويسرا وغيرها العديد، أنظمة مالية افتراضية وتشريعية للزوجين، بالإضافة إلى، أو في بعض الحالات، بدلاً من اتقافيات ما قبل الزواج. عمومًا، يتم الزواج بأحد أشكال الملكية المشتركة بين الزوجين بشكل افتراضي، أو بدلاً من ذلك التعاقد من الباطن بموجب الفصل بين الممتلكات أو تطبيق نظام آخر عن طريق اتفاق ما قبل الزواج الذي يتم التوقيع عليه أمام كاتب عدل القانون المدني أو غيره من الموظفين الحكوميين الذين يقومون بعقد الزواج. وقد وقعت خمس دول، بما فيها هولندا، على اتفاقية لاهاي بشأن القوانين المطبقة على الأنظمة المالية للزوجين، والتي أصبحت نافذة في 1 سبتمبر 1992، وهو ما أتاح للأزواج ليس فقط اختيار الأنظمة المتاحة في دولهم، ولكن أيضًا أي نظام نافذ في الدولة حيث أحد الزوجين على الأقل مواطن أو مقيم فيها أو حيث تقع أملاك الزوجين.

## قوانين ولاية الرجل على المرأة
قوانين ولاية الرجل على المرأة (Coverture) (تهجئ أحيانًا couverture) كانت مبدأً قانونيًا تخضع بموجبه الحقوق القانونية للمرأة لحماية الحقوق القانونية لزوجها عند الزواج. وتم حفظ هذا المبدأ في القانون العام لـإنجلترا والولايات المتحدة على مدى معظم القرن التاسع عشر. ووصف وليم بلاكستون هذه الفكرة في أطروحته تعليقات على القوانين الإنجليزية (Commentaries on the Laws of England) في أواخر القرن الثامن عشر.
بموجب القانون العام الإنجليزي التقليدي، كانت تخضع المرأة البالغة العازبة للحالة القانونية امرأة غير متزوجة (feme sole)، بينما تمتعت المرأة المتزوجة بحالة امرأة متزوجة (feme covert). وهذه هي التهجئة الإنجليزية لعبارات أنجلونورماندية من العصور الوسطى (ستكون التهجئة الفرنسية المعيارية الحديثة femme seule «امرأة عزباء» وfemme couverte، تعني حرفيًا «امرأة مغطاة»).
يحق للمرأة غير المتزوجة التملك وإبرام العقود باسمها. ولم تتمتع المرأة المتزوجة بحقوق قانونية والتزامات منفصلة عن زوجها في معظم النواحي. وبدلاً من ذلك، اندمجت كينونة المرأة من خلال الزواج في كينونة زوجها، وبالتالي فإن حقوقها الفردية المعترف بها قليلة جدًا. ولا تستطيع المراة المتزوجة التملك أو التوقيع على مستندات قانونية أو إبرام عقود أو التعلم ضد رغبة زوجها أو الاحتفاظ براتبها لنفسها. وإذا سُمح للمرأة بالعمل، فبموجب قوانين ولاية الرجل على المرأة، كانت ملزمة بالتنازل على راتبها لزوجها.
واستمر هذا الوضع حتى منتصف إلى أواخر القرن التاسع عشر، عندما بدأ تمرير قوانين أملاك النساء المتزوجات في العديد من الولايات القضائية المتحدثة اللغة الإنجليزية، مما فتح المجال أمام إجراء المزيد من الإصلاحات.

## أنظمة الملكية المنفصلة
- فصل الممتلكات (separation of property) - تكون ملكية جميع الممتلكات، قبل الزواج أو خلاله، مستقلة. (بالفرنسية séparation de biens والإسبانية separación de bienes والهولندية scheiding van goederen والألمانية Gütertrennung والإيطالية separazione dei beni)
  - فصل الممتلكات مع التقسيم المتساوي (separation of property with equitable distribution) - في حالات عدم المساواة بين الزوجين، قد تمنح المحاكم أحد الزوجين المعدم بعضًا من أملاك الزوج المسيطر.
- نظام أيلولة الملكية (المعروف أيضًا باسم الملكية المشتركة المؤجلة بين الزوجين) - يكون امتلاك الزوجين للممتلكات مستقلاً أثناء الزواج، ولكن بعده (الطلاق أو موت أحد الزوجين)، يتم تجميع الأموال الصافية كملكية واحدة في الحيازة المشتركة وتقسيمها. (بالفرنسية participation aux acquêts والإسبانية participación والهولندية aanwasbedeling والألمانية Zugewinngemeinschaft والإيطالية partecipazione agli acquisti)

## أنظمة الملكية المشتركة
- الملكية المشتركة (community of property) - تكون ملكية الممتلكات الزوجية فقط في الحيازة المشتركة، باستثناء الهدايا والميراث. (تُعرف أيضًا باسم الملكية المشتركة المشاع بين الزوجين أو المشاركة الزوجية للمكاسب[وصلة مكسورة] (الفلبين)) (بالفرنسية communauté réduite aux acquêts والإسبانية sociedad de gananciales والهولندية gemeenschap van aanwinst van goederen, gemeenschap van vruchten en inkomsten والألمانية Errungenschaftsgemeinschaft والإيطالية comunione degli acquisti)
  - المشاركة في الأرباح والخسائر (community of profit and loss) - تشبه النظام السابق ولكن مع التزامات منفصلة («الخسائر»). (بالهولندية gemeenschap van winst en verlies)
  - مشاركة الممتلكات الشخصية والزوجية (community of personal and marital property) - مشاركة تتكون من الممتلكات الزوجية والشخصية قبل الزواج. (بالفرنسية communauté de meubles et acquêts والألمانية Fahrnisgemeinschaft).
- المشاركة المحدودة للممتلكات (limited community of property) - تشبه مشاركة الممتلكات، ولكن مع انفصال بعض الممتلكات الزوجية المحددة. (بالفرنسية communauté de biens limitée والهولندية beperkte gemeenschap van goederen)
- المشاركة الكاملة للممتلكات (universal community of property) - تكون ملكية جميع الممتلكات قبل الزواج وأثناءه حيازة مشتركة. (تُعرف أيضًا باسم المشاركة المطلقة للممتلكات (الفلبين)) (بالفرنسية communauté universelle والإسبانية comunidad absoluta de bienes والهولندية algehele gemeenschap van goederen والألمانية Gütergemeinschaft والإيطالية comunione universale dei beni)